# Yakuza (band)
Yakuza is een Amerikaanse rockband, opgericht in Chicago in 1999. Ze worden geprezen vanwege hun integratie van jazz- en wereldmuziekelementen.

## Bezetting
Huidige leden
- Bruce Lamont (saxofoon, klarinet, zang, effecten)
- James Staffel (drums, percussie, keyboards)
- Matt McClelland (gitaar, zang)
- Ivan Cruz (basgitaar, zang)

Voormalige leden
- Eric Plonka (gitaar, zang, mixing)
- Eric Clark (basgitaar, zang)
- John E. Bomher (basgitaar)

## Geschiedenis
Yakuza werd opgericht in 1999. De band debuteerde in 2000 met hun onafhankelijk uitgebrachte album Amount to Nothing. Het album werd geprezen door het tijdschrift Terrorizer en de Chicago Sun Times. Yakuza volgde het uitbrengen met een tournee met Candiria en Burnt by the Sun, wat uiteindelijk leidde tot een slot op de Vans Warped Tour. Een dergelijke blootstelling leidde tot een platencontract en het uitbrengen van hun tweede album Way of the Dead via Century Media Records in 2002. Yakuza deelde vervolgens het podium met Opeth, The Dillinger Escape Plan, Lacuna Coil en Mastodon. Jazzmuzikant Ken Vandermark was te gast (een uniek live optreden uit 2002 staat op YouTube). Hoewel de band lovende kritieken ontving, voldeed de plaat niet aan de verkoopverwachtingen. Als resultaat was Way of the Dead de enige publicatie van Century Media. Eric Plonka verliet in 2002 de band om als wetenschapper te starten. In 2005 tekende de band bij Prosthetic Records. 
In 2006 werd Samsara uitgebracht, dat werd opgenomen door Matt Bayles (Isis, Botch, Pearl Jam) bij de Volume Studios in Chicago. Yakuza schakelde een grote verscheidenheid aan muzikale gasten in voor het album, waaronder pianist Jim Baker, cellist Fred Lonberg-Holm, Sanford Parker en Troy Sanders van Mastodon. Yakuza bracht Transmutations uit in 2007. Dit album bevat meer psychedelische elementen naast structuur, onheilspellende stromingen en jazzinvloeden, terwijl het ook halsbrekende irriterende riffs en routines bevat. Op het album staan gastoptredens van wereldberoemde jazz-percussionisten, zoals Hamid Drake en Michael Zerang. Dit is uniek omdat de twee zelden samen spelen, behalve tijdens hun jaarlijkse Winter Solstice Performances in Chicago. In 2010 bracht de band Of Seismic Consequence uit, hun eerste album voor Profound Lore Records. In 2012 bracht de band Beyul opnieuw uit voor Profound Lore Records.

## Discografie
- 2001: Amount to Nothing
- 2002: Way of the Dead, Century Media Records
- 2006: Samsara, Prosthetic Records
- 2007: Transmutations, Prosthetic Records
- 2010: Of Seismic Consequence, Profound Lore Records
- 2012: Beyul Profound Lore Records